# Ralph Brinkhaus

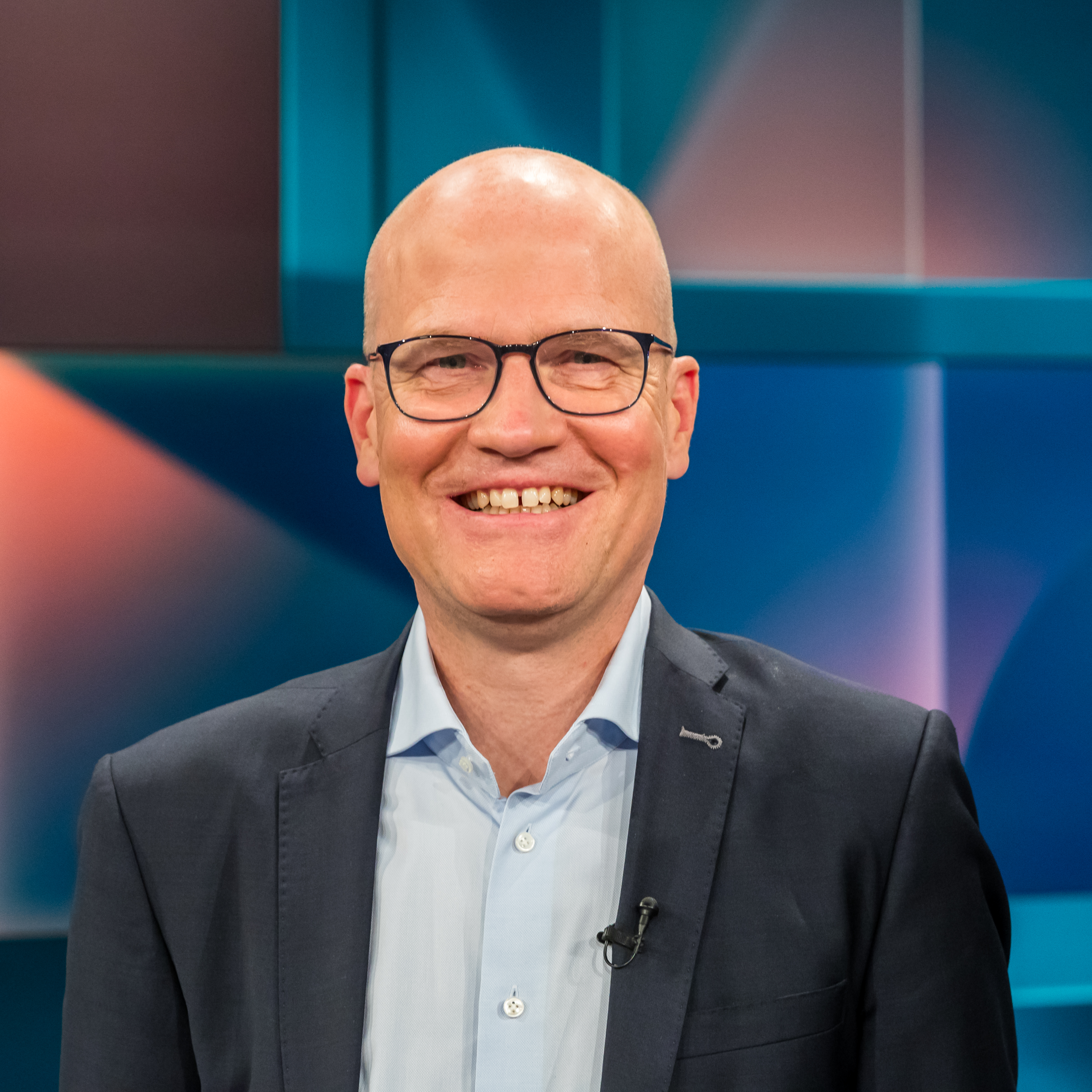
Ralph Brinkhaus (2025)

Ralph Brinkhaus (* 15. Juni 1968 in Wiedenbrück) ist ein deutscher Politiker (CDU). Er war von September 2018 bis Februar 2022 Vorsitzender der CDU/CSU-Bundestagsfraktion und als solcher auch von Dezember 2021 bis Februar 2022 Oppositionsführer.
Er wurde bei der Bundestagswahl 2009 im Bundestagswahlkreis Gütersloh I direkt gewählt und ist seitdem Bundestagsabgeordneter. Er ist Vorsitzender des CDU-Bezirksverbandes Ostwestfalen-Lippe und war bis März 2019 Vorsitzender des CDU-Kreisverbandes Gütersloh. Von Januar 2014 bis September 2018 war Brinkhaus als stellvertretender Fraktionsvorsitzender für die Themen Haushalt, Finanzen und Kommunalpolitik zuständig.
Seit Mai 2025 ist er Vorsitzender der CDU-Arbeitsgruppe für Digitales und Staatsmodernisierung.

## Leben und Beruf
Ralph Brinkhaus wurde als Sohn des Industriekaufmanns Heinz Brinkhaus und seiner Frau Gertrud im westfälischen Wiedenbrück geboren, wuchs in Mastholte (einem Ortsteil der Stadt Rietberg) auf und machte 1987 am Gymnasium Nepomucenum Rietberg das Abitur. Anschließend absolvierte er ein Abiturientenausbildungsprogramm bei der Robert Bosch GmbH. Er leistete seinen zwölfmonatigen Grundwehrdienst bei den Panzerjägern in der Generalfeldmarschall-Rommel-Kaserne in Augustdorf, studierte anschließend an der Universität Hohenheim Wirtschaftswissenschaften und schloss als Diplom-Ökonom ab. Er arbeitete zunächst bei einer Wirtschaftsprüfungsgesellschaft, legte das Steuerberaterexamen ab und war Referent und kaufmännischer Leiter in Industrieunternehmen. 2004 machte er sich in Gütersloh als Steuerberater mit Schwerpunkt im internationalen Rechnungswesen selbstständig.
Brinkhaus ist seit 2010 mit seiner langjährigen Lebensgefährtin Elke Tombach verheiratet und praktizierender Katholik.

## Partei

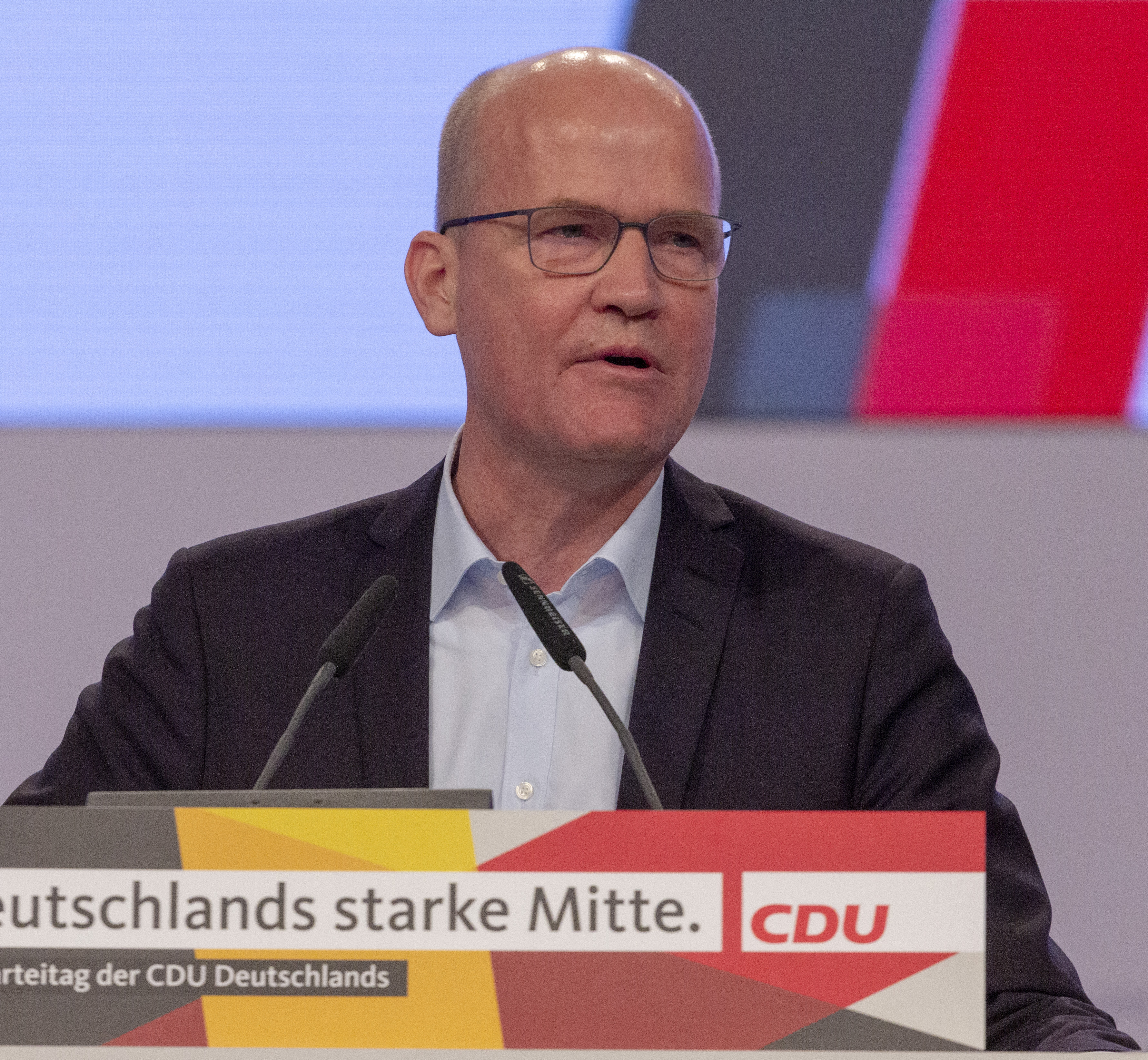
Brinkhaus auf dem CDU-Parteitag 2019

Brinkhaus trat 1984 mit 16 Jahren der Jungen Union bei und 1998 mit 30 Jahren in die CDU.
Er war von 2004 bis März 2019 Mitglied im Kreisvorstand des ostwestfälischen CDU-Kreisverbandes Gütersloh und von 2009 bis März 2019 Kreisvorsitzender.
Von 2004 bis Januar 2012 war er Mitglied im Rat der Stadt Gütersloh, von 2007 bis 2009 dort Vorsitzender der CDU-Fraktion.
2010 wurde er in den Bundesfachausschuss Wirtschaft der CDU bestellt. Dort leitete er als Vorsitzender die Arbeitsgruppe Finanzmarktregulierung. Von 2015 bis 2017 war er stellvertretender Vorsitzender des Bundesfachausschusses Finanzen, Wirtschaft und Energie.
Seit Mai 2016 ist er Vorsitzender des CDU-Bezirksverbands Ostwestfalen-Lippe, zudem war er von Juni 2016 bis Oktober 2021 stellvertretender Landesvorsitzender der CDU Nordrhein-Westfalen.
Am 25. September 2018 wurde Brinkhaus entgegen der allgemeinen Erwartung zum neuen Vorsitzenden der CDU/CSU-Bundestagsfraktion gewählt, indem er die Abstimmung gegen den bisherigen Amtsinhaber Volker Kauder mit 125 zu 112 Stimmen gewann.
Im April 2021 wurde er von Parteifreunden neben CDU-Chef Armin Laschet und dem bayerischen Ministerpräsidenten und CSU-Chef Markus Söder als weiterer möglicher Kanzlerkandidat der Union ins Gespräch gebracht.

## Bundestagsabgeordneter

### 17. Wahlperiode (2009 bis 2013)

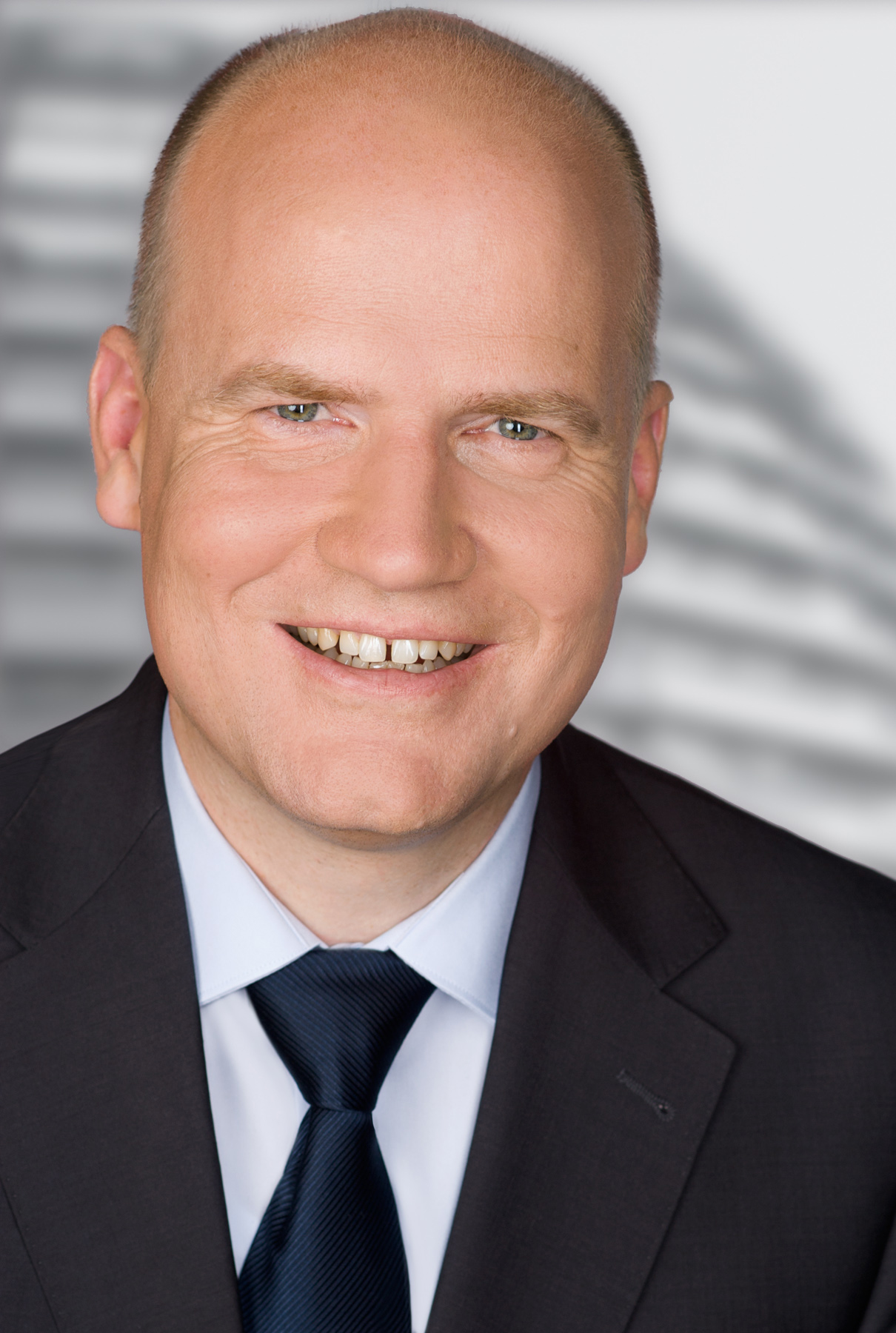
Ralph Brinkhaus als Bundestagsabgeordneter (2011)

Bei der Bundestagswahl 2009 gewann Brinkhaus das Direktmandat im Wahlkreis Gütersloh I und zog als Nachfolger von Hubert Deittert (1941–2020) in den 17. Bundestag ein.
Brinkhaus war in seiner ersten Legislaturperiode Mitglied des Finanzausschusses und einer von neun Bundestagsabgeordneten, die dem Kontrollgremium zum Finanzmarktstabilisierungsfonds (SoFFin) angehörten. Weiterhin war er stellvertretendes Mitglied im Ausschuss für Umwelt, Naturschutz und Reaktorsicherheit, im Petitionsausschuss und im Haushaltsausschuss.

### 18. Wahlperiode (2013 bis 2017)
Bei der Bundestagswahl 2013 erhielt Brinkhaus im Wahlkreis Gütersloh 50,2 % der Stimmen und damit wieder das Direktmandat.
Im Januar 2014 wurde Brinkhaus stellvertretender Fraktionsvorsitzender der CDU/CSU-Bundestagsfraktion für den Bereich Haushalt, Finanzen und Kommunalpolitik.

### 19. Wahlperiode (2017 bis 2021)
Bei der Bundestagswahl 2017 gewann Brinkhaus zum dritten Mal das Direktmandat im Wahlkreis Gütersloh mit 46,55 % der Stimmen – 8,2 Prozentpunkte mehr als das Zweitstimmenergebnis der CDU in diesem Wahlkreis.
Im Januar 2018 wurde Brinkhaus erneut zum stellvertretenden Fraktionsvorsitzenden der CDU/CSU-Bundestagsfraktion für den Bereich Haushalt, Finanzen und Kommunalpolitik gewählt und wurde stellvertretendes Mitglied im Vermittlungsausschuss.

### 20. Wahlperiode (2021 bis 2025)
Im September 2021 gewann Brinkhaus zum vierten Mal in Folge das Direktmandat im Wahlkreis Gütersloh I mit 40 % der Stimmen und lag damit 10,6 Prozentpunkte über dem dortigen Zweitstimmenergebnis der CDU.
Er wurde im Amt des Vorsitzenden der CDU/CSU-Bundestagsfraktion für zunächst weitere sieben Monate bestätigt. Durch die Bildung der Ampel-Koalition und den sich daraus ergebenen Wechsel der Union in die Opposition war Brinkhaus dadurch Oppositionsführer im Bundestag. Am 15. Februar 2022 löste ihn Friedrich Merz im Amt des Fraktionsvorsitzenden und Oppositionsführers frühzeitig ab.
Als Mitglied des EU-Ausschusses beschäftigt er sich unter anderem mit dem Green Deal. Im Beirat für nachhaltige Entwicklung setzt er sich für eine stärkere Einbindung des Parlaments bei der Weiterentwicklung und Umsetzung der Deutschen Nachhaltigkeitsstrategie ein.

### 21. Wahlperiode (2025 bis 2029)
Bei der Bundestagswahl 2025 erhielt Brinkhaus im Wahlkreis Gütersloh 41,6 % der Stimmen und gewann das Direktmandat. Er zieht damit zum fünften Mal in den Bundestag ein.
Seit dem 13. Mai 2025 ist er Vorsitzender der CDU Arbeitsgruppe für Digitales und Staatsmodernisierung.

### Fraktionsvorsitzender im Bundestag (2018 bis 2022)

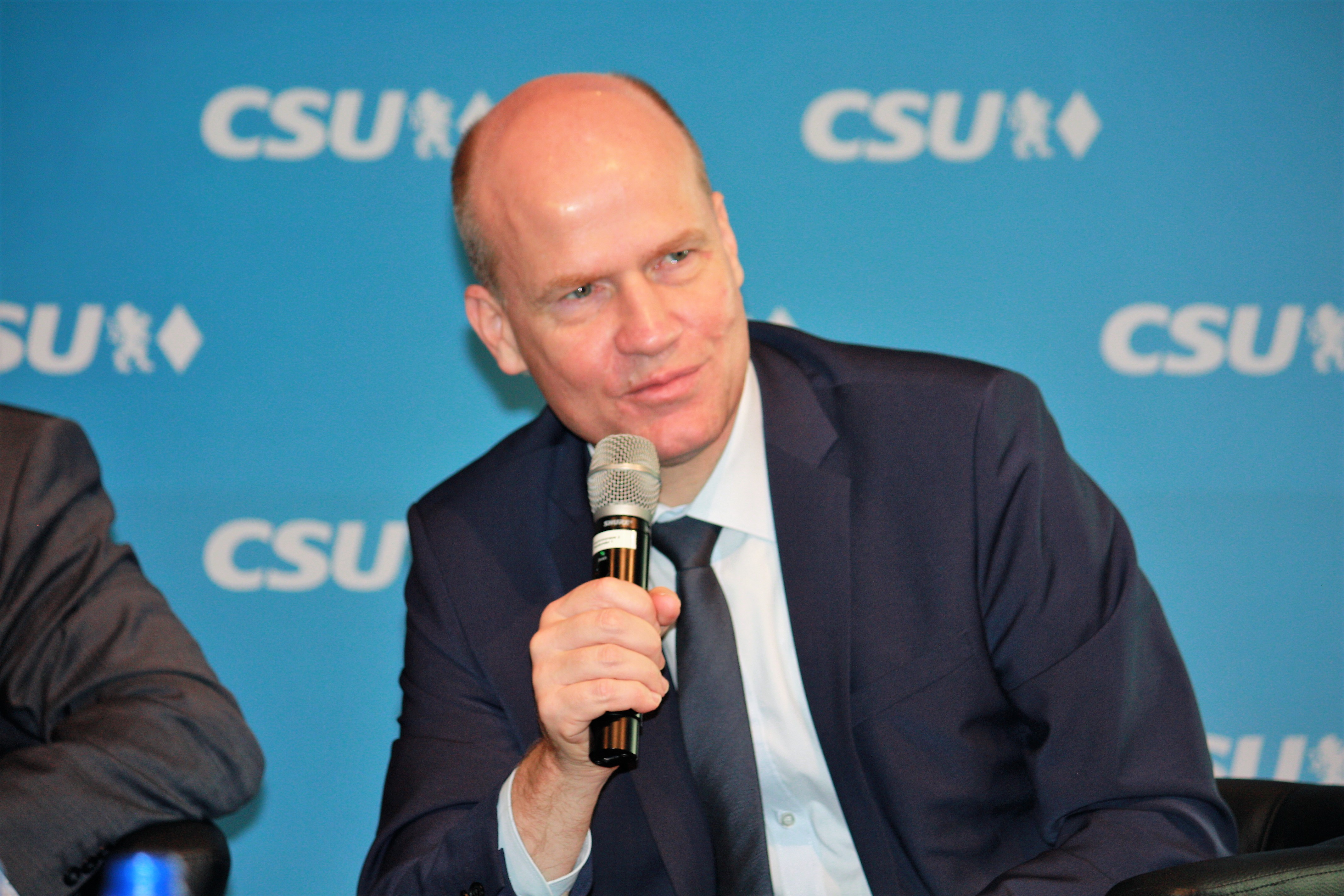
Ralph Brinkhaus beim Europakongress des ASP (2019)

Im August 2018 wurde bekannt, dass Brinkhaus sich um den Posten des Fraktionsvorsitzenden der CDU/CSU-Bundestagsfraktion bewarb. Es wurde allgemein erwartet, dass Brinkhaus für seinen Einsatz für eine selbstbewusstere Rolle der CDU/CSU-Bundestagsfraktion gegenüber der Bundesregierung und als Zeichen gegen die Politik Angela Merkels einige Stimmen erhalten werde. Ein Erfolg der Kampfkandidatur galt als unwahrscheinlich. Bei der Wahl am 25. September 2018 gewann er überraschend mit 125 gegen 112 Stimmen gegen den seit 2005 amtierenden Amtsinhaber Volker Kauder und wurde damit zum Fraktionsvorsitzenden gewählt. Am 27. Januar 2022 gab er bekannt, zugunsten des künftigen CDU-Vorsitzenden Friedrich Merz auf eine weitere Kandidatur zu verzichten. Am 15. Februar 2022 wurde Merz schließlich zu seinem Nachfolger gewählt.

## Politische Positionen
Brinkhaus setzt sich für eine umfassende Modernisierung des Staates ein. Als Fraktionsvorsitzender initiierte er die Projektgruppe um Nadine Schön und Thomas Heilmann, die für die Fraktion das Buch Neustaat herausbrachten. Daraus entstand auch ein Positionspapier der Fraktion zur Staatsmodernisierung. In einem Interview mit der Welt am Sonntag forderte er 2021 "Wir brauchen eine Jahrhundertreform - vielleicht sogar eine Revolution". Seitdem äußert sich Brinkhaus regelmäßig zu dem Thema. Im Jahr 2024 veröffentlichte er ein Dokument mit dem Titel „100 Vorschläge für den Neustaat“, in dem er detailliert darlegt, wie er den Staat umstrukturieren und zukunftsfähig gestalten möchte.
Brinkhaus gilt als konservativ und innerhalb seiner Fraktion als „ruhig und sachlich“. In der Eurokrise war er Kritiker „zu großzügiger“ Finanzhilfen. 
Bei Abstimmungen stimmte Brinkhaus zumeist koalitionstreu ab. Er sagte 2018, Umverteilung sei notwendig, damit Unterschiede in der Gesellschaft nicht zu groß würden. Er begrüßte die Förderung der ländlichen Räume und sagte, dass das Baukindergeld als eine Form zur Förderung von Wohneigentum für ihn ein Zeichen an die „Mitte der Gesellschaft“ sei. In Bezug auf die Sozialpolitik sagte Brinkhaus 2018, man könne den Zusammenhalt der Gesellschaft nicht mit erhöhten Sozialleistungen erreichen („Wir können die Gräben in der Gesellschaft nicht mit Haushaltsmitteln zuschütten“). Er sprach sich dafür aus, „mit jenen ins Gespräch zu kommen, die sich von uns abgewandt haben“, und sich „stärker als bisher“ um Protestwähler – namentlich der AfD – zu kümmern.
Brinkhaus vertritt die These, dass „[d]ie besonders Vermögenden [...] in Deutschland schon zur Kasse gebeten“ würden. Investitionen über die Ausgabe von Staatsanleihen zu tätigen sieht er kritisch.
Brinkhaus engagiert sich im Stephanuskreis, einem überkonfessionellen Gesprächsforum der Unionsfraktion, das für Toleranz und Religionsfreiheit eintritt und nach eigenen Angaben verfolgten Christen in der Welt eine Stimme in der Fraktion geben will.